# Queen Adreena
Queen Adreena est un groupe de rock indépendant britannique, originaire de Londres, en Angleterre. Fondé sur les cendres du groupe Daisy Chainsaw, la chanteuse Katie Jane Garside et le guitariste Crispin Gray en forment le noyau dur.
Le groupe compte quatre albums studio entre 2000 et 2008, à commencer par celui à succès Taxidermy (2000). Le groupe signe avec Rough Trade Records pour un deuxième opus, Drink Me (2002), avant de se faire renvoyer par leur label, après lequel ils signent au label indépendant One Little Indian.

## Biographie

### Formation etTaxidermy(1999–2001)
Queenadreena est formé en 1999 après la prise de contact entre le guitariste Crispin Gray et KatieJane Garside, avec qui il a collaboré en 1989 dans le groupe Daisy Chainsaw. Garside a quitté Daisy Chainsaw après deux ans dans le groupe, et envoyé au Lake District où elle vivra dans le Rigg Beck, un endroit dans lequel se retirent les musiciens et artistes,. De retour à Londres en 1998, Garside emménage à Belsize Park, où Gray vivait aussi, et les deux décident de former un groupe.
Ils sont rejoints par le batteur Billy Freedom et le bassiste Orson Wajih et publient leur premier album, Taxidermy, à la fin 2000, chez Blanco y Negro Records. Certains des morceaux de l'album, dont le bien nommé X-ing Off the Days, sont écrits par Gray durant les années suivant sa séparation avec Daisy Chainsaw. Le NME attribue à l'album une critique positive.
En soutien à l'album, le groupe tourne à l'échelle nationale avec Nine Inch Nails, jouant aussi aux Reading and Leeds Festivals. Après sa sortie, le groupe se rebaptise de Queen Adreena à QueenAdreena, et publiera d'autres albums sous ce nom. À cette période, le groupe sort un split single, qui comprend une reprise de Jolene de Dolly Parton et Pretty Polly.

### Changements de label (2002–2006)

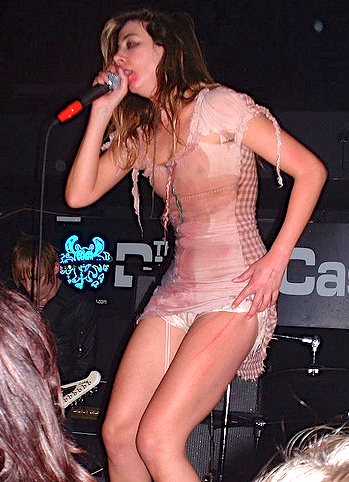
Garside jouant avec Queenadreena, à Dublin, en 2006.

Billy Freedom est remplacé en 2002 par le batteur Pete Howard, ancien membre du groupe The Clash. Le groupe signe avec Rough Trade pour leur deuxième opus, Drink Me. Il comprend le single Pretty Like Drugs, qui attire l'attention de la presse rock. L'album est bien accueilli notamment par Drowned in Sound, qui lui attribue une note de 7 sur 10. La publication française Les Inrockuptibles décrit l'album comme « gothique, sombre, et menaçant. »
Rough Trade renvoie le groupe peu après la sortie de Drink Me, et Wajih le quitte lorsqu'il entame une tournée avec Garbage. Janie Jarvis, ex-Radiator, se joint temporairement au groupe comme bassiste pour la tournée, avant de se faire remplacer par le bassiste de Daisy Chainsaw, Richard Adams. Adams part peu après, et le groupe participe au Castle Donington Download Festival en 2003.
Le groupe signe avec One Little Indian Records en 2004, et sort The Butcher and the Butterfly qui fait participer la sœur de KatieJane, Melanie Garside, à la basse, qui partira peu de temps après avant de se faire remplacer par Paul Jackson (ne pas confondre avec le bassiste de fusion du même nom). Le 22 mars 2005, le groupe enregistre un album live à l'Institute of Contemporary Arts de Londres. L'album est publié en septembre sous le titre Live at the ICA.

### Djinet séparation (2007–2010)
En 2007, Queenadreena publie indépendamment Ride a Cock Horse, un album composé de leurs premières démos. D'autres changements de formation assistent à l'arrivée de Nomi Leonard à la basse, et plus tard à la mi-2008, le remplacement de Pete Howard à la batterie par Stephen Gilchrist.
Le 8 octobre 2008, Queenadreena sort son quatrième album, Djin, initialement et uniquement au Japon au label Imperial Records. L'album est finalement publié en septembre 2009 au Royaume-Uni, mais n'aura aucune publicité, le groupe étant à cette période en pause. En 2010, le groupe cesse ses activités.

## Membres
- Katie Jane Garside - chant
- Crispin Gray - guitare
- Nomi Leonard - basse
- Pete Howard - batterie

## Discographie

### Albums studio
- 2000 : Taxidermy (Blanco y Negro Records)
- 2002 : Drink Me (Rough Trade Records)
- 2005 : The Butcher and The Butterfly (One Little Indian Records)
- 2008 : Djin (Imperial Records)

### EP et singles
- 1999 : Cold Fish/Yesterday's Hymn, I Adore You/Weed et X-ing Off The Days/A Heavenly Surrender
- 2002 : Pretty Like Drugs et F.M. Doll (Rough Trade Records)
- 2005 : F.M. Doll (One Little Indian Records)

### Autres
- 2005 : Live at the ICA (live) (One Little Indian Records)
- 2007 : Ride a Cock Horse (démos)